# Arveprins
 Denne artikel omhandler overvejende eller alene danske forhold. Hjælp gerne med at gøre artiklen mere almen.
En arveprins er en person som er tronfølger, dvs. står først i arvefølgen til en konge- eller fyrstetitel, men kan risikere at der fødes en nærmere tronarving.
I det danske kongehus har titlen arveprins været brugt tre gange:
Arveprins Frederik (1755-1805) var søn af Frederik 5., halvbror til Christian 7. og far til Christian 8. Han var tronfølger fra 1766 til 1768, hvor hans halvbror fik en søn, den senere Frederik 6.
Arveprins Ferdinand (1792-1863), søn af arveprins Frederik, bror til Christian 8. og farbror til Frederik 7. Han var tronfølger fra broderens død i 1848 til sin egen død i begyndelsen af 1863, hvorefter  den senere Christian 9. blev dansk tronfølger.
1947-1953 var prins Knud arveprins og ville være blevet konge, hvis Frederik 9. var død. Han kunne imidlertid ikke være sikker på at arve, for Frederik 9. og dronning Ingrid kunne have fået en søn, som så ville være blevet kronprins. Knud mistede dog sin forrang i arvefølgen efter en ændring i tronfølgeloven, der gjorde Frederiks tre døtre arveberettigede, herunder den senere Margrethe 2.
Prinserne Knud og Frederik mistede altså deres placeringer som tronfølgere i henholdsvis 1953 og 1768. Selv om tronfølgen gik over til deres ældre brødres efterkommere, benyttede de tidligere tronfølgere stadig titlen arveprins. Prins Knud fik eksplicit titlen tildelt i 1953, efter vedtagelsen af den nye tronfølgelov.
Titlen arveprinsesse har været brugt om og tildelt en arveprins' ægtefælle, men ville formodentlig også være titlen for en kvindelig arveprins.[kilde mangler]

## Svenske arveprinser
I Sverige (og i Norge 1814-1905) var titlen arvfurste tidligere (indtil 1981) den formelle titel for en arveprins. Titlen arveprins har også været anvendt for kronprinsens søn, som er nummer to i tronfølgerækken, det ses f.eks. ved Arveprins Gustav Adolf af Sverige.